# Rue Jongkind
La rue Jongkind est une voie du 15e arrondissement de Paris, en France.

## Situation et accès
La rue Jongkind est une voie publique située dans le 15e arrondissement de Paris. Elle débute au 205, rue Saint-Charles et se termine rue Varet.

## Origine du nom
Cette rue porte le nom du peintre aquarelliste, dessinateur et graveur hollandais, Johan Barthold Jongkind (1819-1891).

## Historique
La voie est créée dans le cadre de l'aménagement de la ZAC Saint-Charles sous le nom provisoire de « voie AN/15 » et prend sa dénomination actuelle le 15 septembre 1982.

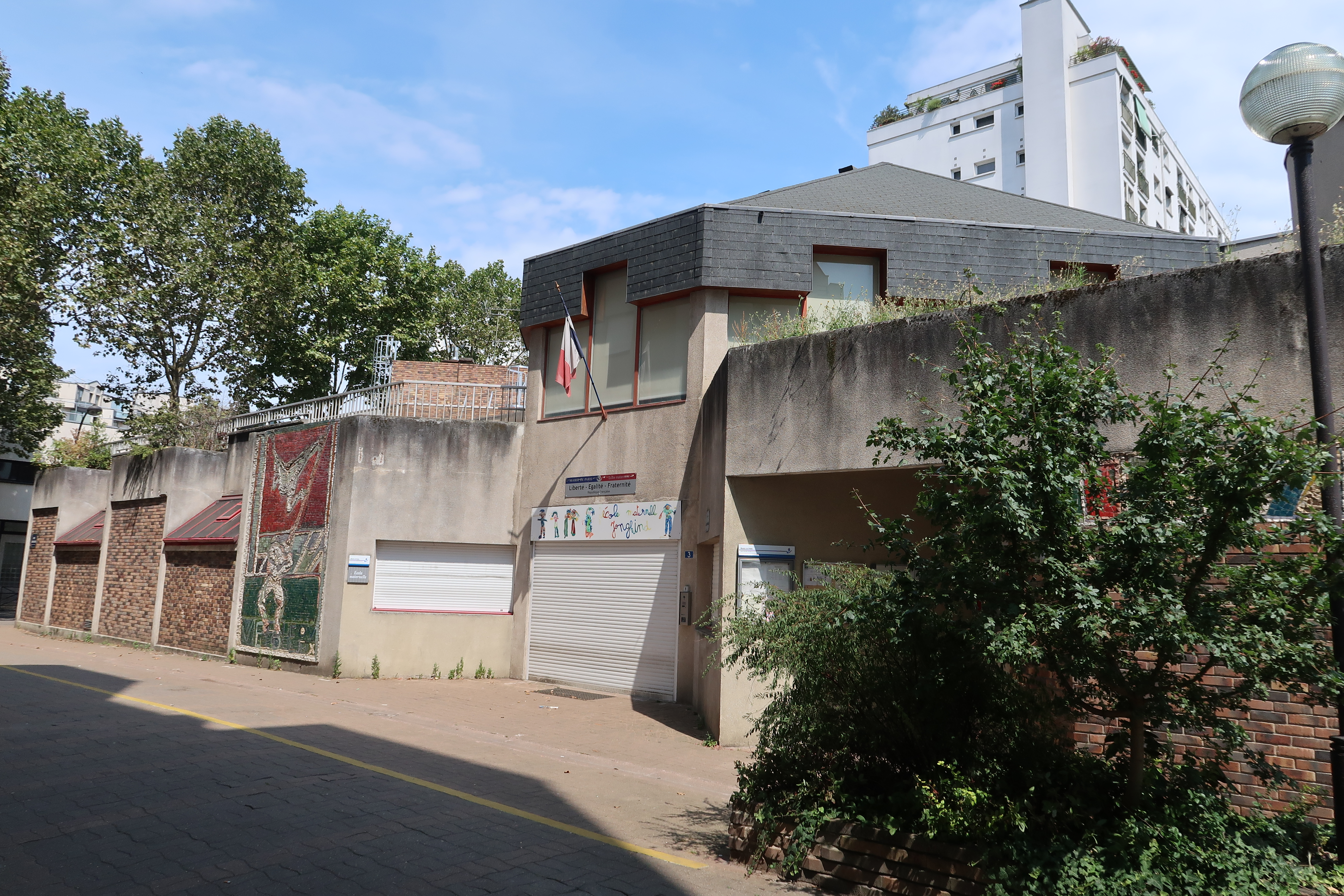
École maternelle au no 3.